# カスペル・ハマライネン
カスペル・ウォルデマル・ハマライネン（フィンランド語: Kasper Woldemar Hämäläinen、1986年8月8日 - ）は、フィンランドの元サッカー選手。元フィンランド代表。現役時代のポジションはMF。

## クラブ歴
トゥルクで生まれ、地元のトゥルン・パロセウラの下部組織からトップチームに昇格し選手となった。2008年6月にプリメイラ・リーガのCDナシオナルが彼の獲得を渇望したが、彼が高過ぎたために見送られた 。その後、イタリアのASローマ、SSラツィオ、ウディネーゼ・カルチョを訪れた他、オランダのNECナイメヘンが彼に興味を示したが、結局は残留した。
2009年12月に隣国スウェーデンのユールゴーデンIFへの加入が発表された。シャツには下の名前であるカスペルの文字を入れて2010、2011両シーズン、30試合全てで先発のセントラルミッドフィールダーとして出場し、同じフィンランド出身のダニエル・シェルンドとコンビを組んで活躍した。2012シーズン開幕前にマグヌス・ペーション監督が彼をより攻撃的にコンバートしたため、彼はその役割も熟せるようになった。
しかし2013年1月にエクストラクラサのレフ・ポズナンへ移籍。移籍金は公になっていないものの、25万ユーロ程度と推定されている。2月24日に行われたルフ・ホジューフ戦で初出場し初得点も決めてアウェーながら0-4の勝利に貢献。2012-13シーズンは半年で13試合に出場し、そのうち12試合でスターティングメンバー、得点は3得点と活躍した。リーグを2位で終えたレフ・ポズナンはUEFAヨーロッパリーグ 2013-14予選への出場権を得た。
2016年1月11日にライバルのレギア・ワルシャワに自由契約で移籍し3年半契約を締結した。
2019年9月6日、FKバウミト・ヤブロネツに2年契約で移籍した。
2021年5月7日、トゥルン・パロセウラに2年半契約で復帰した。
2023シーズン終了後、現役引退を表明した。

## 代表歴
地元開催の2003 FIFA U-17世界選手権のメンバーとして出場した。その後、U-21代表のメンバーとして隣国スウェーデンで開催されたUEFA U-21欧州選手権2009に参加し3戦全てで出場した。
2008年11月19日に行われたスイス代表戦でスチュワート・バクスター監督からスターティングメンバーに選出されてスイスの地で代表初出場を果たした。2010年11月17日に行われたサンマリノ代表戦で代表初得点。

## 個人
父親のヘイッキ・ハマライネンは元陸上選手である。

## 個人成績
2017年10月9日現在
代表での得点一覧
| No. | 日附           | 場所                                           | キャップ数 | 対戦相手   | 得点 | 結果 | 大会                                             |
| --- | -------------- | ---------------------------------------------- | ---------- | ---------- | ---- | ---- | ------------------------------------------------ |
| 1   | 2010年11月17日 | ヘルシンキ・ヘルシンキ・オリンピックスタジアム | 11         | サンマリノ | 2–0  | 8–0  | UEFA EURO 2012予選                               |
| 2   | 2010年11月17日 | ヘルシンキ・ヘルシンキ・オリンピックスタジアム | 11         | サンマリノ | 5–0  | 8–0  | UEFA EURO 2012予選                               |
| 3   | 2011年8月10日  | リガ・スコント・スタディオン                   | 15         | ラトビア   | 1–0  | 2–0  | 親善試合                                         |
| 4   | 2011年9月2日   | ヘルシンキ・ヘルシンキ・オリンピックスタジアム | 16         | モルドバ   | 1–0  | 4–1  | UEFA EURO 2012予選                               |
| 5   | 2011年9月2日   | ヘルシンキ・ヘルシンキ・オリンピックスタジアム | 16         | モルドバ   | 2–0  | 4–1  | UEFA EURO 2012予選                               |
| 6   | 2012年10月12日 | ヘルシンキ・ヘルシンキ・オリンピックスタジアム | 28         | ジョージア | 1–1  | 1–1  | 2014 FIFAワールドカップ・ヨーロッパ予選グループI |
| 7   | 2013年6月7日   | ヘルシンキ・ヘルシンキ・オリンピックスタジアム | 33         | ベラルーシ | 1–0  | 1–0  | 2014 FIFAワールドカップ・ヨーロッパ予選グループI |
| 8   | 2013年8月14日  | トゥルク・ヴェリタス・スタディオン             | 35         | スロベニア | 2–0  | 2–0  | 親善試合                                         |
| 9   | 2016年6月1日   | ブリュッセル・ボードゥアン国王競技場           | 52         | ベルギー   | 1–0  | 1–1  | 親善試合                                         |

| フィンランド代表 | フィンランド代表 | フィンランド代表 |
| 年               | 出場             | 得点             |
| ---------------- | ---------------- | ---------------- |
| 2008             | 1                | 0                |
| 2009             | 3                | 0                |
| 2010             | 7                | 2                |
| 2011             | 9                | 3                |
| 2012             | 9                | 1                |
| 2013             | 10               | 2                |
| 2014             | 4                | 0                |
| 2015             | 6                | 0                |
| 2016             | 6                | 1                |
| 2017             | 6                | 0                |
| 2018             | 0                | 0                |
| 2019             | 2                | 0                |
| 計               | 63               | 9                |

## タイトル
レフ・ポズナン
- エクストラクラサ: 2014-15
- ポーランド・スーパーカップ: 2015

レギア・ワルシャワ
- エクストラクラサ: 2015-16, 2016-17[12], 2017-18
- ポーランド・カップ: 2015-16, 2017-18